# Regulator dwustawny
Regulator dwustawny (dwupołożeniowy) – regulator realizujący następujący algorytm:
{\displaystyle U(t)=\left\{{\begin{matrix}U1&{\text{gdy}}&{\text{E}}\geqslant 0\\U2&{\text{gdy}}&{\text{E}}<0\end{matrix}}\right..}
Sygnał sterujący w przypadku takiego regulatora przyjmuje tylko dwie wartości. Potrzebna do utrzymania pożądanego stanu obiektu energia dostarczana jest na dwóch poziomach związanych ze sterowaniami {\displaystyle U1} i {\displaystyle U2.} Nie dysponuje się możliwością ustawienia pożądanego poziomu energii do utrzymania stanu, w którym uchyb regulacji {\displaystyle \epsilon =0.} Dostarczenie właściwej ilości energii może być realizowane tylko jako wartość średnia określona czasem trwania na zmianę jej poziomów. Wielkość regulowana będzie więc oscylować wokół wartości zadanej. Można liczyć jedynie na zerowanie się średniej wartości błędu, a zadowalającą jakość regulacji uzyskuje się przy sterowaniu tylko obiektami łatwymi (pod kątem dynamicznym) do regulacji. Obiektami takimi są z reguły obiekty cieplne.